# 앙골라난쟁이갈라고
앙골라난쟁이갈라고(Galagoides kumbirensis)는 갈라고과에 속하는 영장류의 하나이다. 앙골라의 토착종 난쟁이갈라고의 일종으로 일반명과 종소명은 앙골라 서부 쿰비라 숲 이름에서 유래했다. 앙골라난쟁이갈라고 36마리를 통해 2013년 9월에 동정하고 2017년 2월 미국 자연인류학 저널에 신종으로 발표했으며, 현재 19번째 난쟁이갈라고로 등록되었다.